# Yoghurt

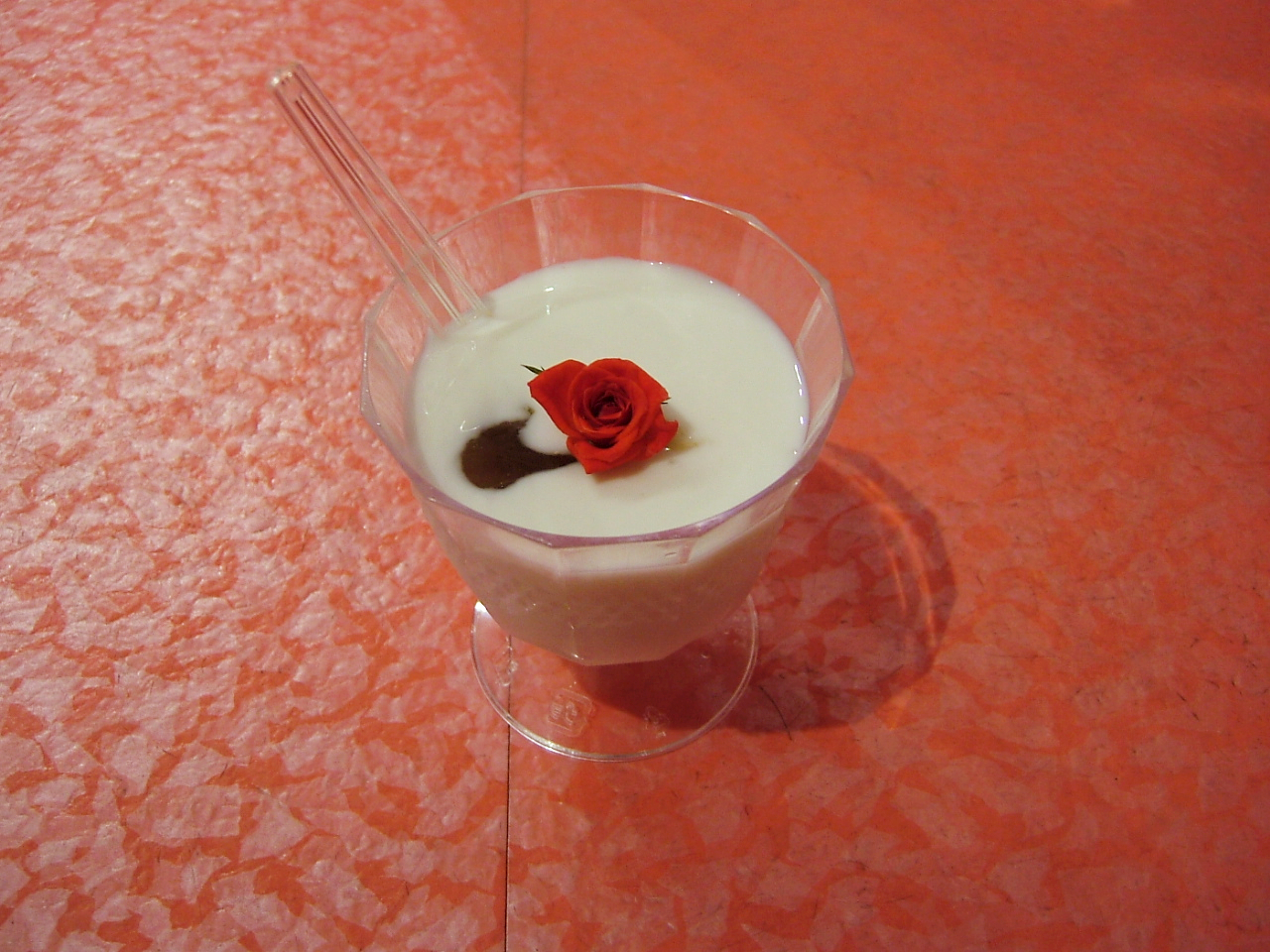
Yoghurt såld i Japan.

Yoghurt (eller yogurt; av turkiska yoğurt) är en mejeriprodukt tillverkad av pastöriserad mjölk, pastöriserad grädde och levande yoghurtkultur. Den har sitt ursprung i Turkiet och sydöstra Europa.  I Bulgarien tillverkas yoghurt genom att mjölken först indunstas till halva sin volym, innan yoghurtkultur tillsättes.
Yoghurt säljs naturell eller med smak av till exempel frukt och bär. Smaksatt yoghurt är ofta sötad med socker. Yoghurt finns med olika fetthalt och syrlighet. Den kan serveras som måltid, användas i matlagning eller till kalla såser. Ett exempel på sås med yoghurt som bas är tzatziki. Yoghurtglass är glass gjord på yoghurt istället för grädde eller mjölk. Yoghurt används även som smaksättning i naturgodis.

## Levande yoghurtkultur
Yoghurtkulturen består av två mjölksyrabakterier: Lactobacillus delbrueckii subsp. bulgaricus och Streptococcus salivarius subsp. thermophilus. De två yoghurtbakterierna hjälps åt att syra mjölken till yoghurt. De trivs bäst när det är 42°C. Därför hålls mjölken vid den temperaturen tills yoghurten är klar. Yoghurtbakterierna äter upp laktos (mjölksocker) och bildar mjölksyra som gör att mjölken blir surare. De bildar också en del andra ämnen som gör att yoghurt smakar just som yoghurt och inte som filmjölk.
Yoghurt innehåller ungefär 40% lägre halt laktos än mjölk eftersom yoghurtkulturen har brutit ner en hel del laktos. Den som är laktosintolerant kan därför lättare tåla yoghurt.

## Yoghurtprodukter i Sverige

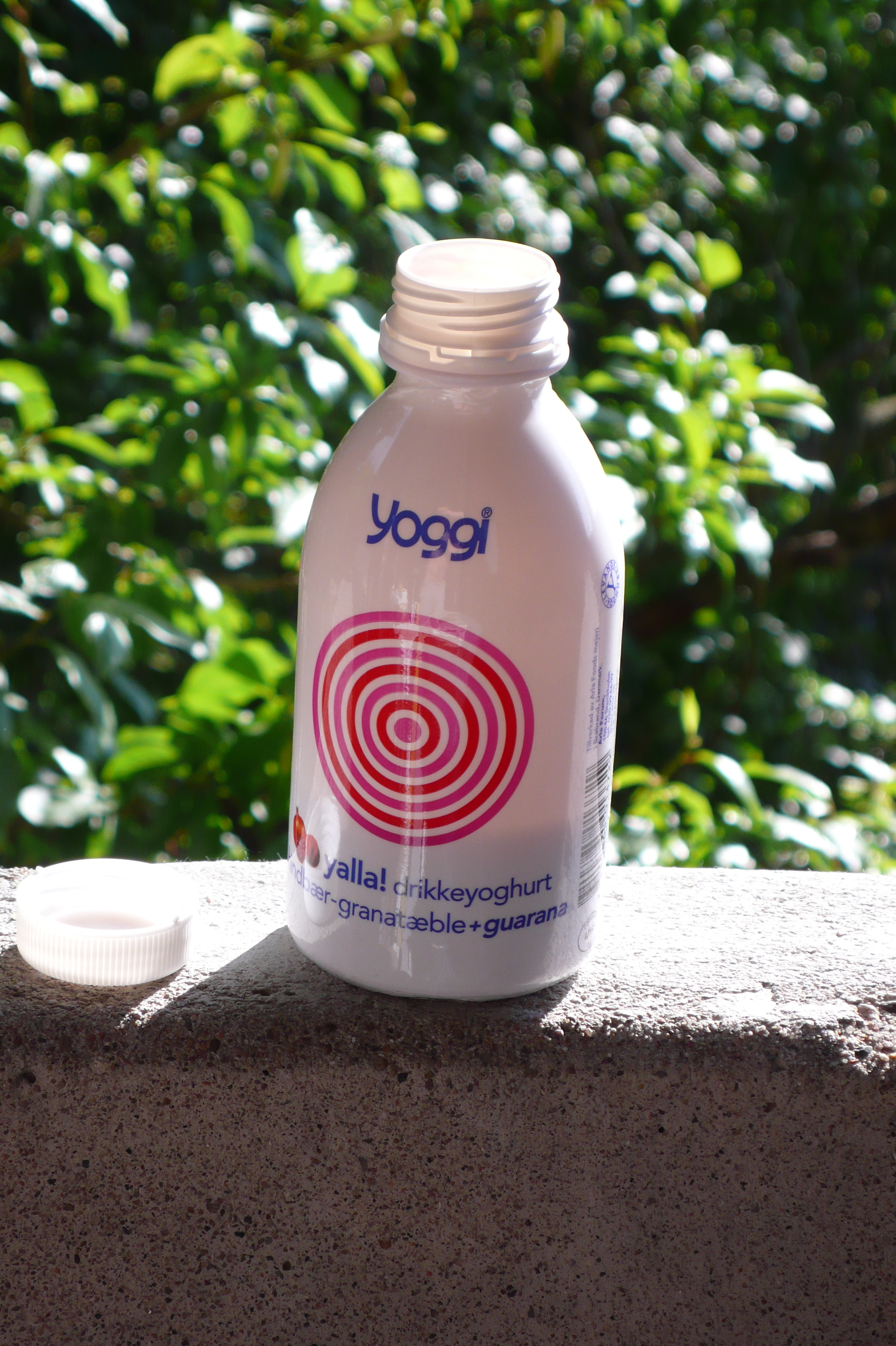
En drickyoghurt i Sverige.

I Sverige marknadsförs en mängd olika yoghurtprodukter, av olika företag. Yoghurt med naturell smak eller smaksatt med frukt/bär, vanilj eller honung är en vanlig typ av yoghurt till frukost eller mellanmål. Två versioner marknadsförs under beteckningen grekisk yoghurt och turkisk yoghurt som syftar mer yoghurtens egenskaper än ursprung.
Ofta finns produkten även i en lättsockrad, mager och ibland även i en ekologisk variant. Yoghurt finns dessutom i en lättflytande variant, så kallad drickyoghurt. Både drick- och frukostyoghurt finns också i form av produkter, även laktosfri. Dessutom finns det olika yoghurtprodukter avsedda för matlagning.

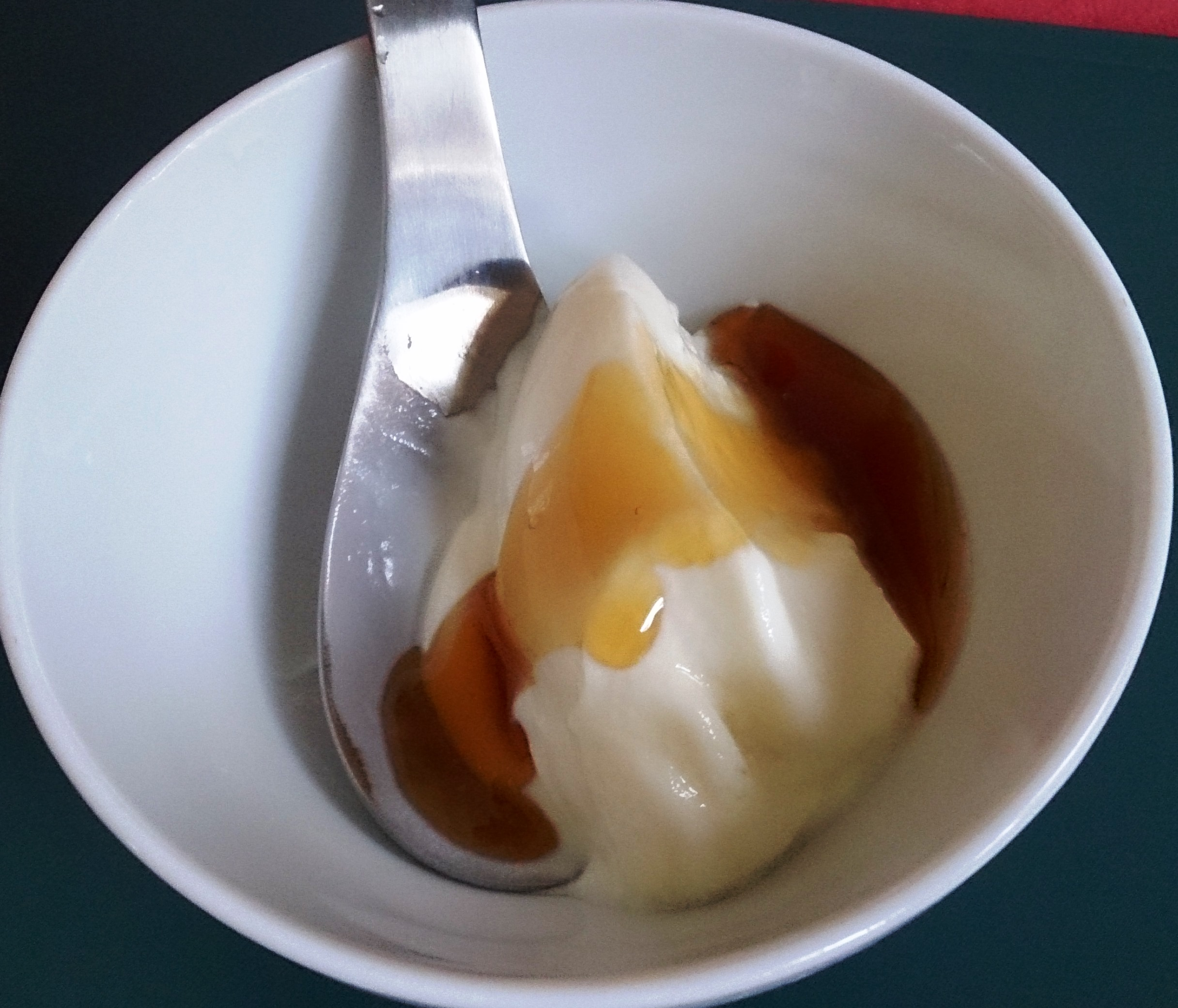
Grekisk yoghurt med honung.